# Еркович, Сергей Анатольевич
Серге́й Анато́льевич Ерко́вич (9 марта 1974, Минск, СССР) — белорусский хоккеист, защитник.
В 1997 году выбран клубом «Эдмонтон Ойлерз» в третьем раунде под 68-м общим номером на драфте НХЛ 1997 года.
Выступал за Тивали Минск, Лас-Вегас Тандер (ИХЛ), Локомотив Ярославль, Гамильтон Булдогс (АХЛ), Металлург Новокузнецк, ТПС Турку, Химик Воскресенск, ХК Гомель.
В составе национальной сборной Белоруссии провёл 104 матча (16 голов, 19 передач), участник зимних Олимпийский игр 1998 и чемпионатов мира 1994 (группа C), 1996 (группа B), 1998, 2001, 2003, 2004 (дивизион I), 2005, 2006 и 2007.
Обладатель Континентального кубка (2007); чемпион Белоруссии (1994, 1995, 2005, 2006, 2010), серебряный призёр (1996), бронзовый призёр (1993, 2007); обладатель Кубка Белоруссии (2004, 2010).